# Hofanlage Wersaber Dorfstraße 6
Die Hofanlage Wersaber Dorfstraße 6 in der niedersächsischen Gemeinde Hagen im Bremischen, Ortsteil Wersabe, im Landkreis Cuxhaven, stammt vom 17. bis 19. Jahrhundert.
Aktuell (2024) wird sie wohl noch landwirtschaftlich genutzt.
Die Gebäude stehen unter Denkmalschutz (siehe auch Liste der Baudenkmale in Hagen im Bremischen).

## Beschreibung
Die  Hofanlage besteht aus:
- dem eingeschossigen giebelständigen Wohn- und Wirtschaftsgebäude von 1621 für Jacob Gloistein und Frau  (Inschrift) als Zweiständer-Hallenhaus mit erhaltenem Innengerüst, in Fachwerk mit differenzierten gestalteten Steinausfachungen, mit reetgedecktem Krüppelwalmdach als Niedersachsengiebel mit Uhlenloch sowie der Grooten Door mit Korbbogen, Wohngiebel und Traufseiten um 1900 in Backstein erneuert mit leicht erhöhten Traufen und Ausbildung eines Steilgiebels nach Süden, Fassade hier mit segmentbogigen Öffnungen, abgesetztem Sturz und Ortgangfries in Backstein,[2]
- der eingeschossigen giebelständigen Scheune von um 1850 als Zweiständer-Hallenhaus mit reetgedecktem Walmdach mit Uhlenloch, großer Toranlage und Querdurchfahrt, westliche Traufseite und südlicher Steilgiebel in Backstein erneuert.[3]

Das Landesdenkmalamt befand u. a.: „… typische kleine Hofanlage mit Wohn-/Wirtschaftsgebäude und Scheune.“